# Tomo Križnar
Tomo Križnar (*Jesenice, Eslovenia, 26 de agosto de 1954) es conocido sobre todo como un viajero mundial, escritor, filántropo y activista por la paz. 

## Biografía
De educación es economista e ingeniero y ya siendo estudiante empezó a viajar. Primero dio la vuelta al mundo en autostop, luego dio la vuelta a Sudamérica en motocicleta y después en un burro con dos cabras y cuatro gallinas por primera vez llegó a los montes de Nubia, en la inaccesible provincia de Sudán llamada Kordofán. De allí regresó a Eslovenia con una enfermedad tropical desconocida, por la cual los médicos le predijeron solo un año más de vida. 
Después de cinco años de trabajo, en el año 1985, renunció y de nuevo salió de viaje, esa vez en bicicleta, para trabajar de voluntario en campamentos de refugiados en Pakistán, India, Sri Lanka... En 1989 publicó su primer libro en una autoeditorial, como todos los que siguieron. A través de libros y artículos para los medios empezó a advertir al público sobre el peligro en el que se encuentran las culturas indígenas. 
Su atención se centró sobre todo en la región de Sudán, donde se encuentra el pueblo nubio, al que dedicó los documentales Nuba, la gente pura (»Nuba, čisti ljudje«) y Nuba, la gente de la otra parte (»Nuba, ljudje z druge strani«) con los que advertía de acontecimientos violentos, convenciendo al público y a los partidos políticos de que es necesaria su reacción.

### Incidente en Darfur
En febrero de 2006 se convirtió en enviado especial del presidente esloveno, Janez Drnovšek, para el Darfur sudanés, donde presentó a los rebeldes su propuesta de acuerdo de paz. Después de que la ONU convenciera a Janez Drnovšek que la visita de Tomo Križnar en el acampamento de refugiados en la frontera de Sudán y Chad no era segura, él ordenó su vuelta a Eslovenia. Sin embargo, Tomo Križnar decidió salir del campamento y cruzar la frontera por su cuenta, aunque ni siquiera hubiera conseguido aún un visado. Pasó cinco meses grabando y documentando la violencia sobre la población civil, hasta que en los montes descubrió el motivo verdadero de los conflictos entre las tribus africanas y árabes y diferentes fracciones de rebeldes, que no es la religión sino el agua, es decir, el sistema acuífero de piedra arenisca de Nubia vigilado por el pueblo fur. En julio de 2006 lo atacaron las fuerzas unidas del ejército árabe y del comandante rebelde Minni Minnawi y bajo el cargo de espionaje, transmisión de la información falsa y entrada ilegal en el país, lo condenaron a dos años de prisión. Sin embargo, después de la intervención diplomática de Eslovenia lo indultaron después de dos meses y expulsaron de Sudán y así volvió a Eslovenia el 5 de septiembre de 2006.

### Permanencia en Sudán
Dos años después, en 2008, en cooperación con la directora Maja Weiss, a través de los videos que logró esconder justo antes de la detención y con los videos que logró recuperar con ayuda de los darfurianos que querían que la verdad se supiera también fuera de Sudán, Tomo Križnar terminó otro documental sobre el genocidio de los Nubios, un largometraje con el título Dar Fur: La guerra por el agua (Dar Fur – Vojna za vodo). Mediante la distribución de este documental, intentó cambiar la imagen general de que detrás de la crisis en Darfur está solo el conflicto entre los árabes y africanos y convencer a la sociedad y a políticos, que la guerra por agua entre las tribus marginadas africanas y pastores nómadas árabes, empezada por el cambio climático, está siendo abusada para la guerra de las fuerzas globales por el control sobre el petróleo en Sudán y Sahel.
Al descubrir que la manera más eficaz de ayuda a los niños y a las mujeres Nubios y prevención de las violaciones son las cámaras, que lo protegían a él durante su estancia entre los rebeldes, Tomo Križnar incita a que hay que equiparles con dispositivos para la búsqueda de agua y para el videocontrol para conectarles con el resto del mundo mediante los medios.
En marzo de 2009, con los recursos conseguidos en un concierto benéfico de músicos eslovenos y africanos, consiguió comprar cinco equipos de videocámaras, pequeños portátiles y teléfonos por satélite. Regresó ilegalmente a Darfur y en cooperación con el coordinador humanitario enseñó a los voluntarios a grabar y enviar pruebas sobre la violencia a los medios. En mayo de 2009 Suleiman Jamous afirmó que en las zonas donde existe la creencia de la presencia de las cámaras sucedieron menos ataques contra la población civil. En diciembre de 2009  Tomo Križnar continuó con el proyecto y hasta 2012 junto con Klemen Mihelič y Suleiman Jamous repartió más de 400 cámaras. El resultado de los grabados es el documental, de nuevo en cooperación con Maja Weiss, con el título Ojos y oídos de dios (»Oči in ušesa boga«). Se esperaba la participación de esta película en el Festival Internacional de Cine de Berlín en la sección Cine para la paz (»Cinema for peace«), sin embargo, no fue elegido en el programa, por lo que Tomo Križnar en señal de protesta, decidió proyectarla en la calle, pero la policía suspendió la proyección. La primera proyección oficial de su última película fue entonces el 17 de febrero de 2012 en Maribor, Eslovenia.

## Obras

### Libros
| Año de publicación | Título |
| ------------------ | --- |
| 1990               | Sobre la búsqueda del amor o La vuelta al mundo en bici (»O iskanju ljubezni ali Z biciklom okoli sveta«) |
| 1993               | Shambhala: en bici a Tibet (»Šambala: z biciklom v Tibet«)                                                |
| 1993               | Huellas solitarias (»Samotne sledi«)                                                                      |
| 1996               | Mana: en bici entre los indígenas (»Mana: z biciklom med Indijanci«)                                      |
| 1999               | Nuba: la gente pura (»Nuba: čisti ljudje«)                                                                |
| 2010               | Petróleo y agua (»Nafta in voda«)                                                                         |

### Documentales
| Año de publicación | Título                                                          |
| ------------------ | --------------------------------------------------------------- |
| 1994               | Huellas solitarias (»Samotne sledi«)                            |
| 2000               | Nuba: la gente pura (»Nuba: čisti ljudje«)                      |
| 2001               | Nuba: la gente de la otra parte (»Nuba: ljudje z druge strani«) |
| 2008               | Dar Fur – la guerra para el agua (»Dar Fur – vojna za vodo«)    |
| 2012               | Ojos y oídos de dios (»Oči in ušesa boga«)                      |